# 위훙구

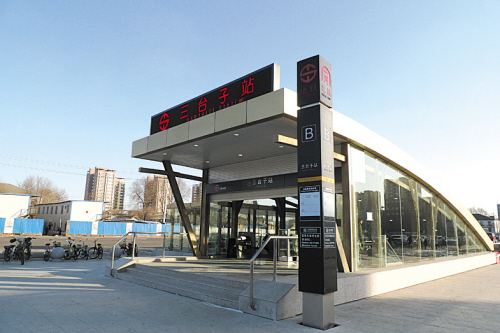

위훙구(한국어: 우홍구, 중국어: 于洪区, 병음: Yúhóng Qū)는 중화인민공화국 랴오닝성 선양시의 행정구역이다. 넓이는 774km2이고, 인구는 2007년 기준으로 390,000명이다.

## 행정 구역
9개 가도, 7개 진, 3개 향, 1개 민족향을 관할한다.
- 가도辦事處: 迎賓路街道, 沈遼路街道, 陵西街道, 北塔街道, 于洪街道, 楊士街道, 北陵街道, 陵東街道, 沙嶺街道.
- 진: 馬三家鎮, 平羅鎮, 大潘鎮, 翟家鎮, 造化鎮, 彰驛站鎮, 高花鎮.
- 향: 陵東鄉, 光輝鄉, 大青中朝友誼鄉.
- 민족향: 大興朝鮮族鄉.